# Калиновка (Курганская область)
Калиновка — деревня в Щучанском районе Курганской области. Входит в состав Каясанского сельсовета.

## История
До 1917 года входила в состав Сухоборской волости Челябинского уезда Оренбургской губернии. По данным на 1926 год выселок Калиновка состоял из 16 хозяйств. В административном отношении входил в состав Чистовского сельсовета Щучанского района Челябинского округа Уральской области.

## Население
| 1989 | 2002 | 2010 |
| ---- | ---- | ---- |
| 4    | ↘0   | ↗2   |

По данным переписи 1926 года на выселке проживало 74 человека (38 мужчин и 36 женщин), в том числе: русские составляли 100 % населения.